# Вісбаден
Вíсбаден (нім. Wiesbaden) — місто в Німеччині, столиця федеральної землі Гессен.

## Назва
Назва міста означає «Лугові ванни». Місто є одним з найстаріших курортів Європи, у ньому знаходиться 26 гарячих і декілька холодних термальних джерел.

## Історія

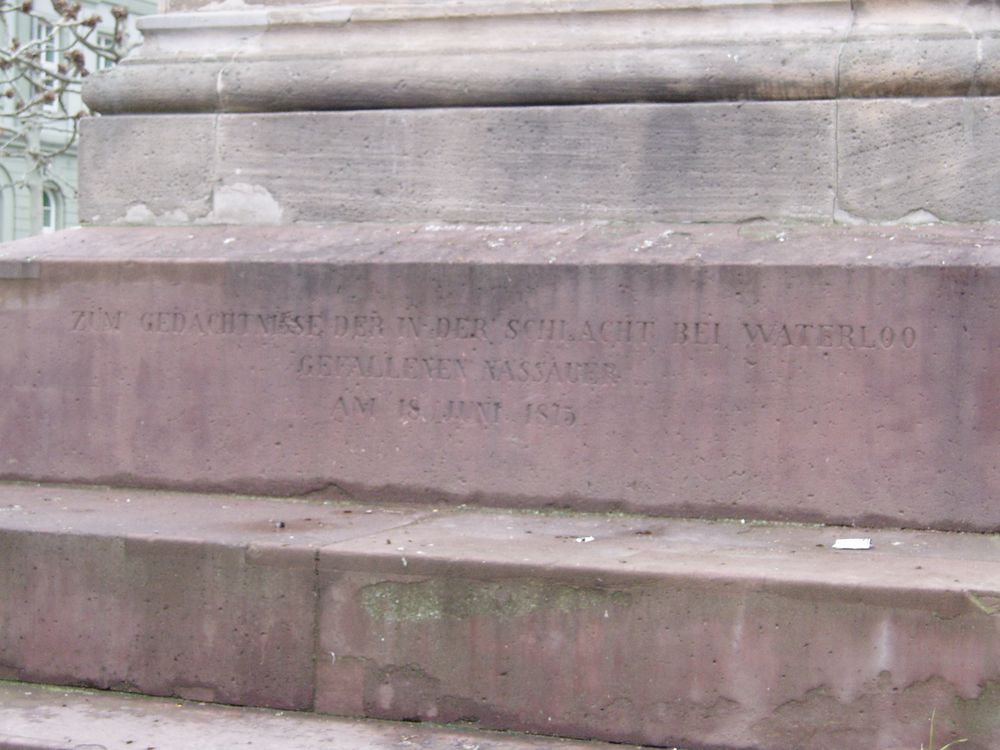
Меморіал жителям Гессен-Нассау, що загинули в битві при Ватерлоо

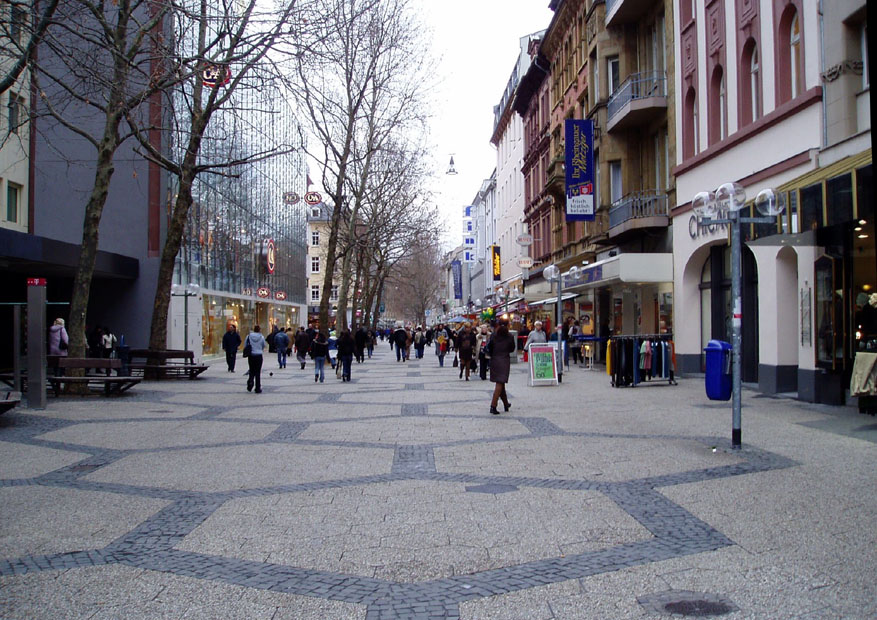
Пішохідний центр Вісбадена

Вісбаден — одне з найдавніших німецьких міст. Про нього згадують Тацит і Пліній (Aquae Mattiacae), а знайдені тут численні написи, залишки терм і т. ін. свідчать, що римляни не тільки знали про місцеві лікувальні джерела, але й користувалися ними. Руїни давніх укріплень підтверджують, що римляни дуже добре розуміли й стратегічне значення Вісбадена. При Каролінґах (Wisibada) неодноразово слугував резиденцією королів. При поділі насавських земель Вісбаден у 1255 році перейшов до Вальрамської лінії й нарівні з Ідштайном був головним містом країни. У 1839–1866 роках Вісбаден слугував зимовою резиденцією герцога Насавського. Pagenstecher, «W. In mediz.-topographischen Beziehung» (Вібаден, 1870); Неушаіп, «Mineralquellen und Winteraufenthalt in W.» (Вісбаден, 1875); Roth, «Geschichte und historische Topographie der Stadt W.»(Вісбаден, 1883).
Після Другої світової війни в таборі переміщених осіб перебували українці. Тут діяло Українське спортове товариство «Чорномор'я».
Вісбаден — головне місто однойменної округи пруської провінції Гессен-Насау, за 5 км від Райна, на південно-західних околицях Таунуса, у мальовничій улоговині. Жителів 55 454 (1885). Визначні місця Вісбадена переважно належать до нового часу: у минулому резиденція герцогів Насавських, тепер королівський замок; так званий Palais Pauline, розкішний палац у стилі Альгамбри; нова ратуша; головна євангелічна церква в готичному стилі; католицька церква в романському стилі, але з чисто ґотичним характером деталей орнаменту; синагога в мавританському стилі. На північ від Вісбадена, на Нероновій горі (Neroberg), побудована православна церква з розкішним надгробним пам'ятником великої княгині Єлизавети Михайлівни (загинула 1845), що була дружиною герцога Насавського. У Вісбадені є багатий музей старожитностей (велика колекція римського скляного посуду), музей природної історії, бібліотека з 250 000 книжок і архівом Насавського герцогства, картинна галерея, театр, гімназія класична і реальна, реальне училище, два жіночих навчальних заклади першого розряду, с\г інститут, музичне і образотворче училища. Тут знаходяться два заклади для лікування холодною водою, два очні, гімнастичний, для нервово та душевнохворих, а також заклад для сліпих. Кургауз слугує збірним пунктом для суспільства. Перед будівлею кургавза тягнуться два ряди аркад з крамницями. Околиці міста надзвичайно мальовничі. За 7–8 км на північ від міста на лісовому узвишші (501 м) розташований мисливський замок Платте, власником є герцог Насавський — з котрого, точно так само, як і з так званою «Hohe Wurzel», на захід від Вісбадена (618 м висотою, з залізною баштою), відкривається надзвичайний вид на рейнську і майнську долини, на Вестервальд, Спессарт, Оденвальд і Доннерсберг.

## Населення
Населення становить 286 тис. осіб. Вісбаден — друге за кількістю населення місто Гессена після Франкфурта, місто з передмістям майже злилися з Франкфуртом.

## Курорти
Своїм процвітанням Вісбаден завдячує лікувальним джерелам. Разом з тим Вісбаден славиться, як першокласна кліматична станція, і притому не тільки для весни, але й для осені та зими. М'який клімат залежить, як від розташування курорту в улоговині, з усіх сторін захищеної від вітру, так і від численних теплих і гарячих джерел, що нагрівають ґрунт. Середня річна температура 10,5 °C. З численних джерел використовуються для пиття тільки Kochbrunen, яке містить 0,68 % кухонної солі. Малі дози посилюють виділення слини та слизу, посилюють апетит і збільшують сечовиділення. У більш значущих дозах вода діє, як послаблююче. Ось чому Kochbrunen призначається при різних катарах дихальних шляхів та травних шляхів, при застоях в органах черевної порожнини. Інші джерела слугують для ван, яких 900, у прекрасно побудованих 82 купальних закладах. Деякі джерела, як, наприклад, Gemeindequelle, мають температуру майже 70 °C. Головними показами до призначення ванн слугують різні форми золотухи, ревматизму, подагри, різних випотів у суглобах і т. ін.
Життя у Вісбадені недороге, зручне; для відвідувачів, число яких досягає 70 000 осіб за рік, є найрізноманітніші розваги. Сезон для користування ваннами триває з березня по жовтень. Як кліматична станція Вісбаден рекомендується при хронічному ревматизмі, на початковому періоді сухот, при загальній слабкості, для реабілітації після тяжких хвороб. Найкраще для тих, хто користується кліматичним лікування — від початку вересня до половини жовтня і від кінця березня до половини червня. Крім природного лікування водами і кліматом, у Вісбадені можна користуватись виноградом, сироваткою, кумисом, козячим молоком, пневматичними апаратами, електрикою, масажем, лазнями російськими та римсько-ірландськими, ваннами паровими та з соснових голок. Дістатись до Вісбадена досить зручно: година дороги залізничними шляхами від Франкфурта на Майні і пів години шляху від Майнца.

## Визначні місця

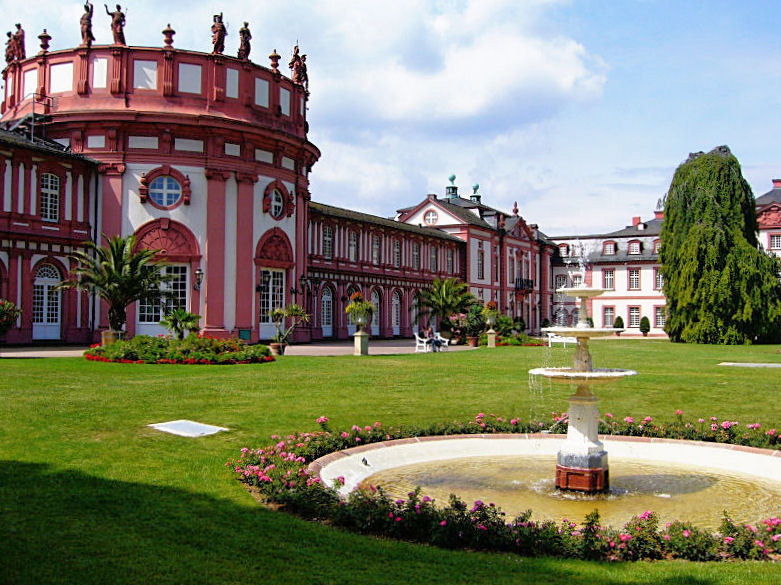
Палац Бібріх

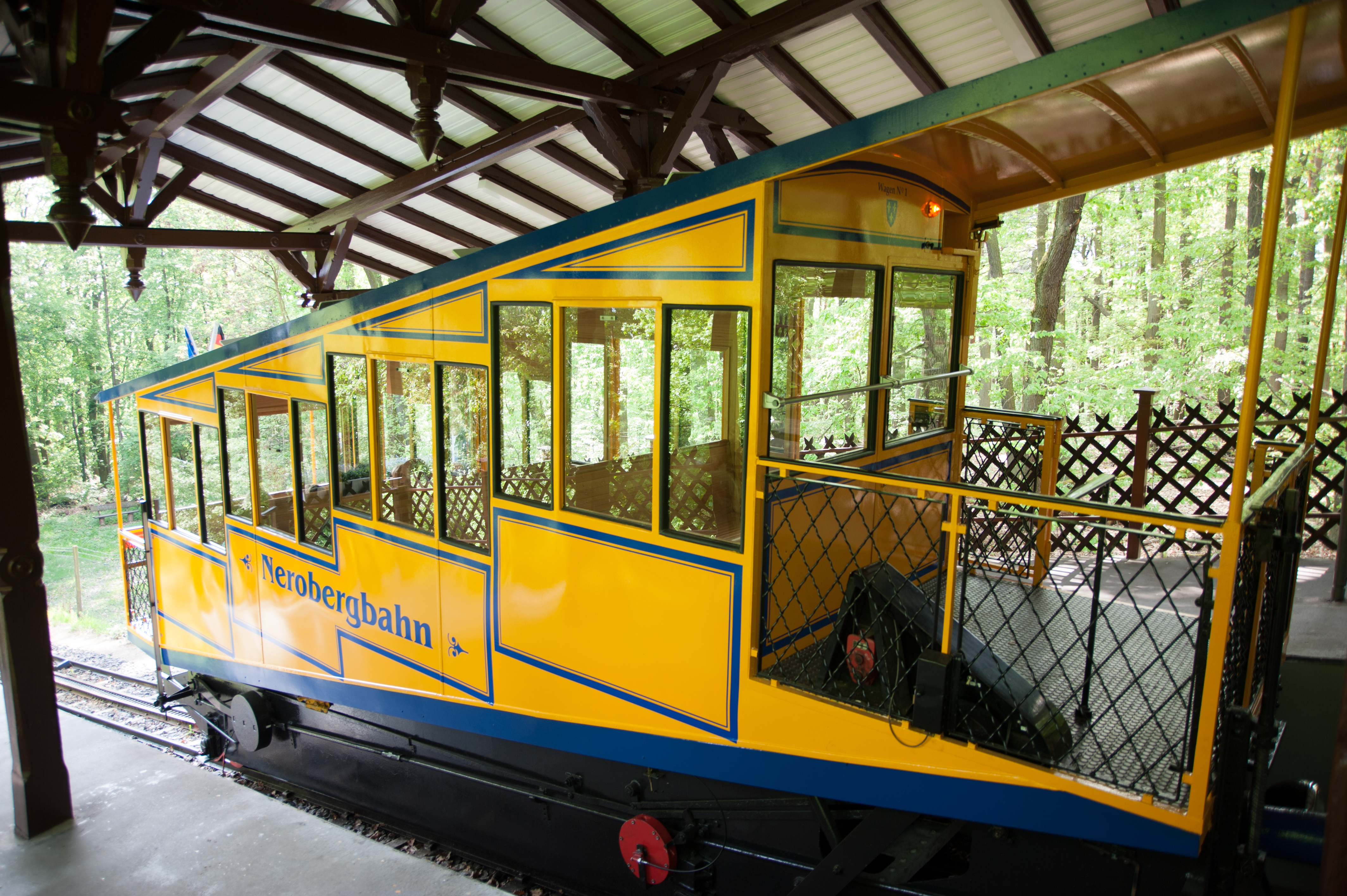
Фунікулер Неробергбан

- Палацова площа, де знаходяться герцогський палац, побудований Вільгельмом, герцогом Нассау в 1840 році і Нова ратуша (1887 рік). Стара ратуша, побудована у 1610 році, є найстарішою будівлею міста.
- Церква Маркткірхе, збудована у 1852–1862 роках у неоготичному стилі. Її західна вежа заввишки 92 метри робить церкву найвищим будинком у місті.
- Музей Вісбадена, один із трьох музеїв Гессена, крім музеїв у Касселі та Дармштадті, що включає виставку сучасного мистецтва, колекції картин різних художників та колекції старовин герцогства Нассау.
- Гора Нероберг, розташована північ від Вісбадена, з якої відкривається панорама міста.
- Казино Вісбадена, одна з найзнаменитіших будівель Вісбадена, в якій побували Ріхард Вагнер, Отто фон Бісмарк та Елвіс Преслі.
- Печера Лейхтвейса, туристичний об'єкт, розташована на околицях міста.

## Особи
- Симона Синьйоре (1921—1985) — французька актриса кіно та театру.
- Джеймс Піс (1963) — шотландський композитор.
- Павло Скоропадський (1873—1945) — український гетьман.

## Міста побратими
- Клагенфурт, Австрія
- Любляна, Словенія
- Сан-Себастьян, Іспанія
- Кфар-Сава, Ізраїль
- Гент, Бельгія
- Вроцлав, Польща
- Гларус, Швейцарія
- Кам'янець-Подільський, Україна

## Світлини

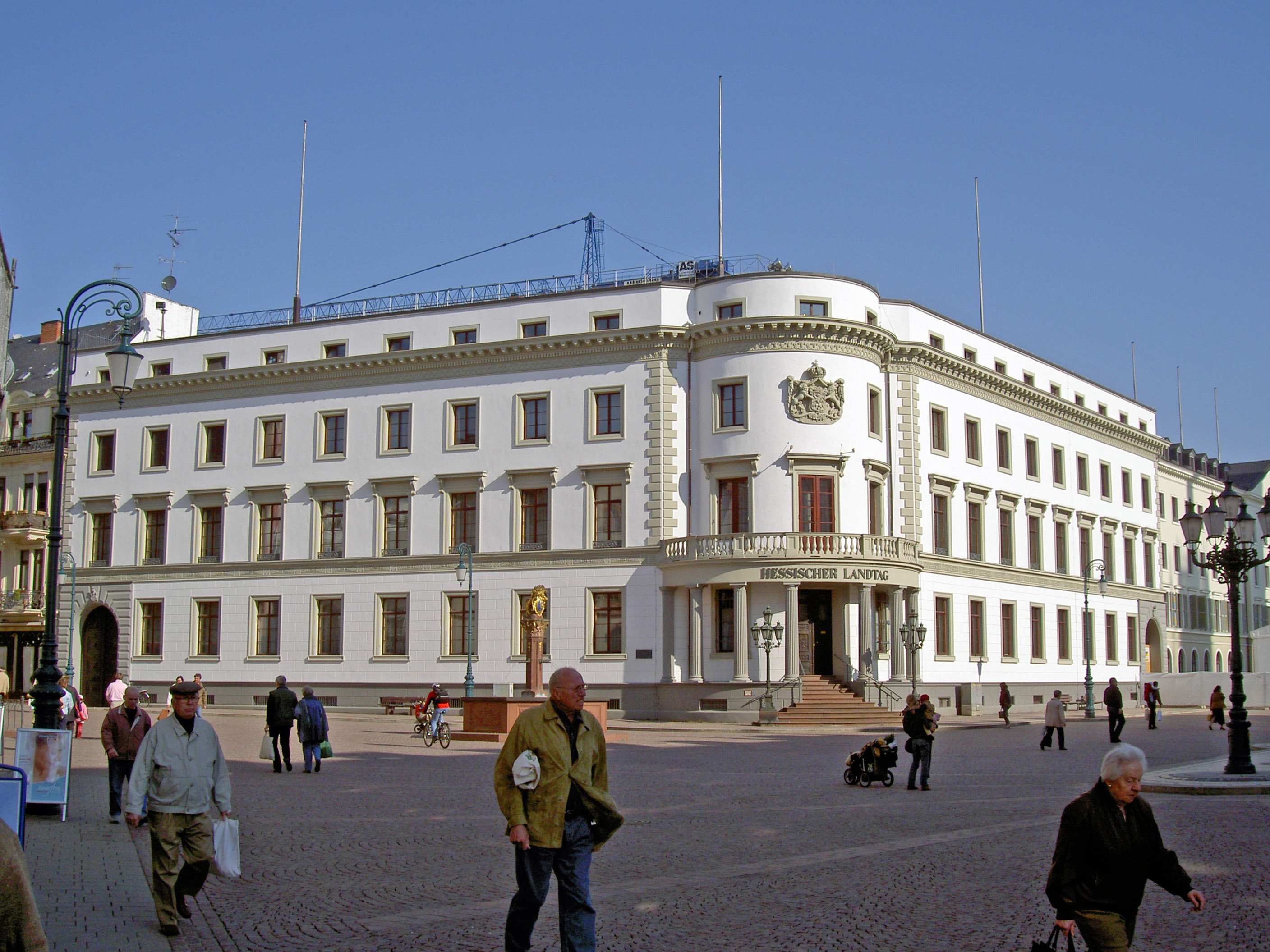
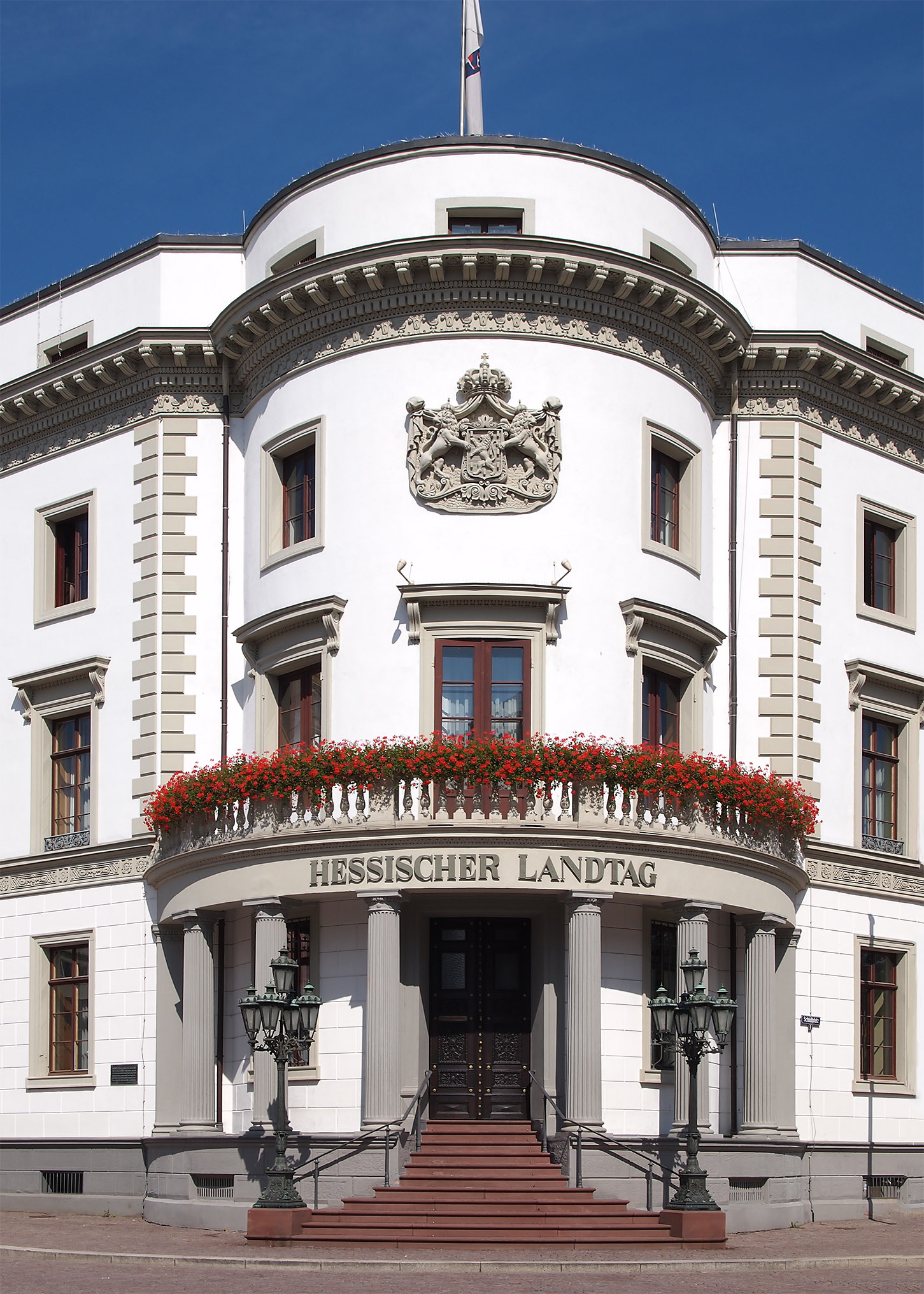
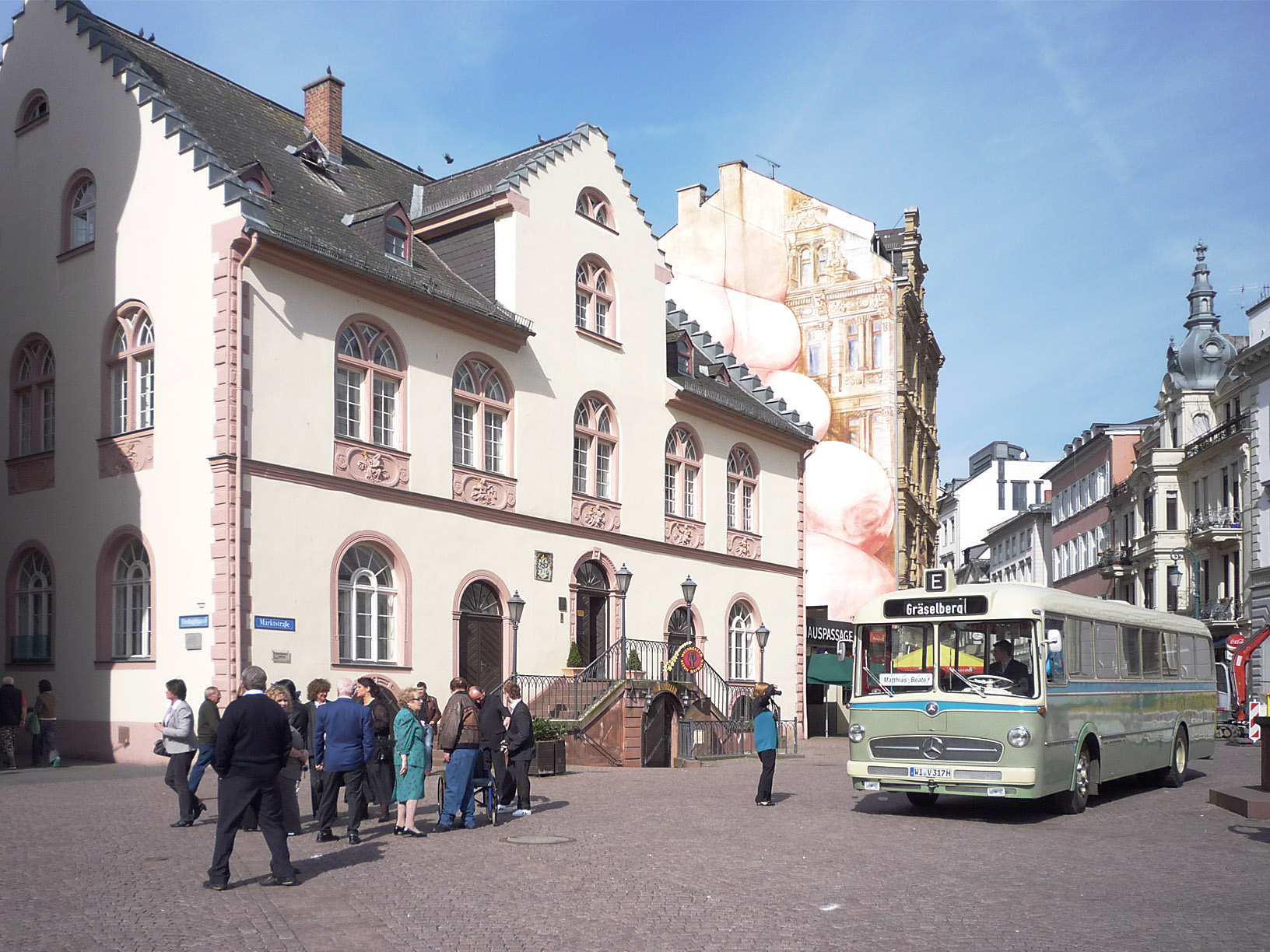
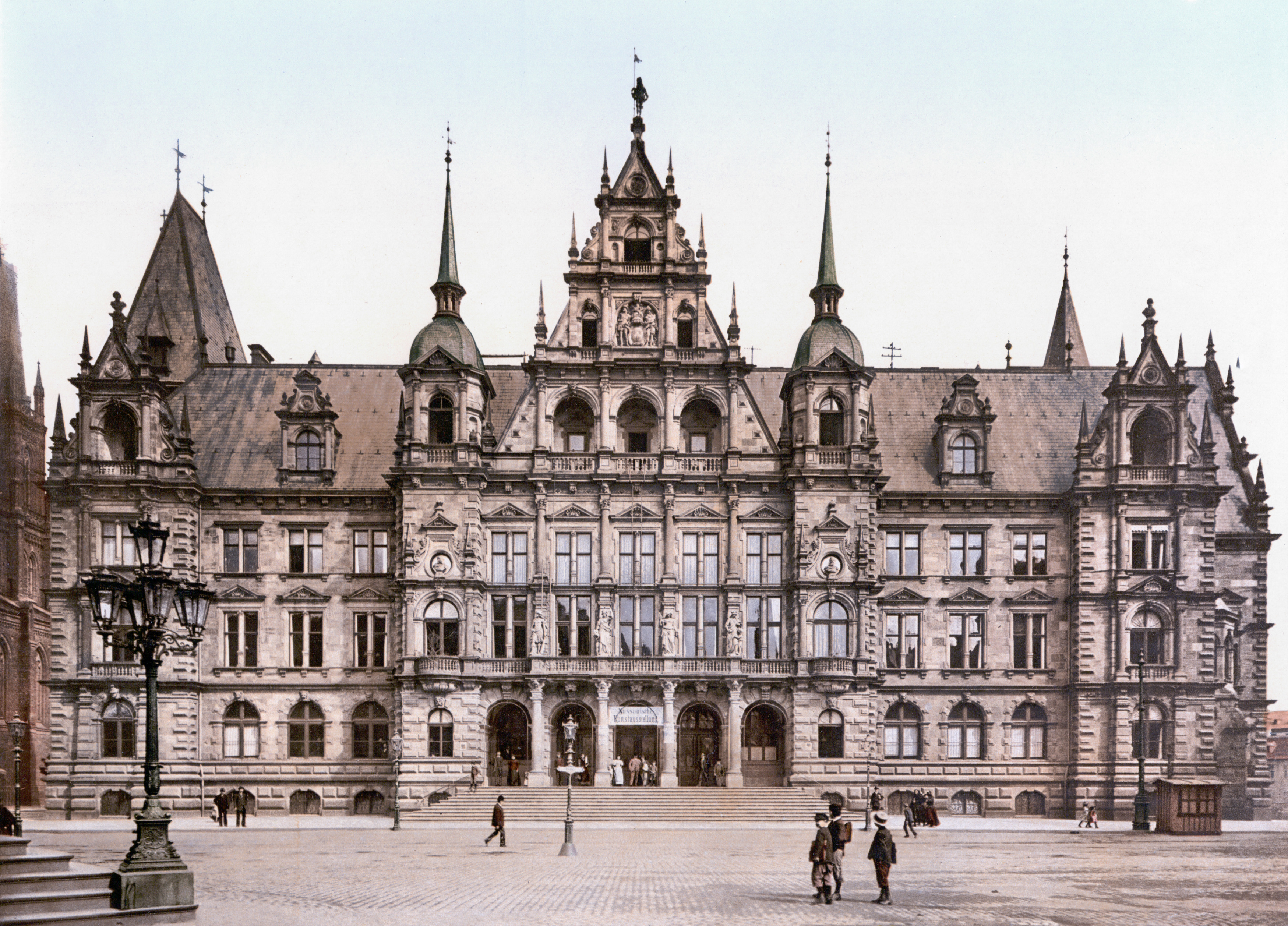
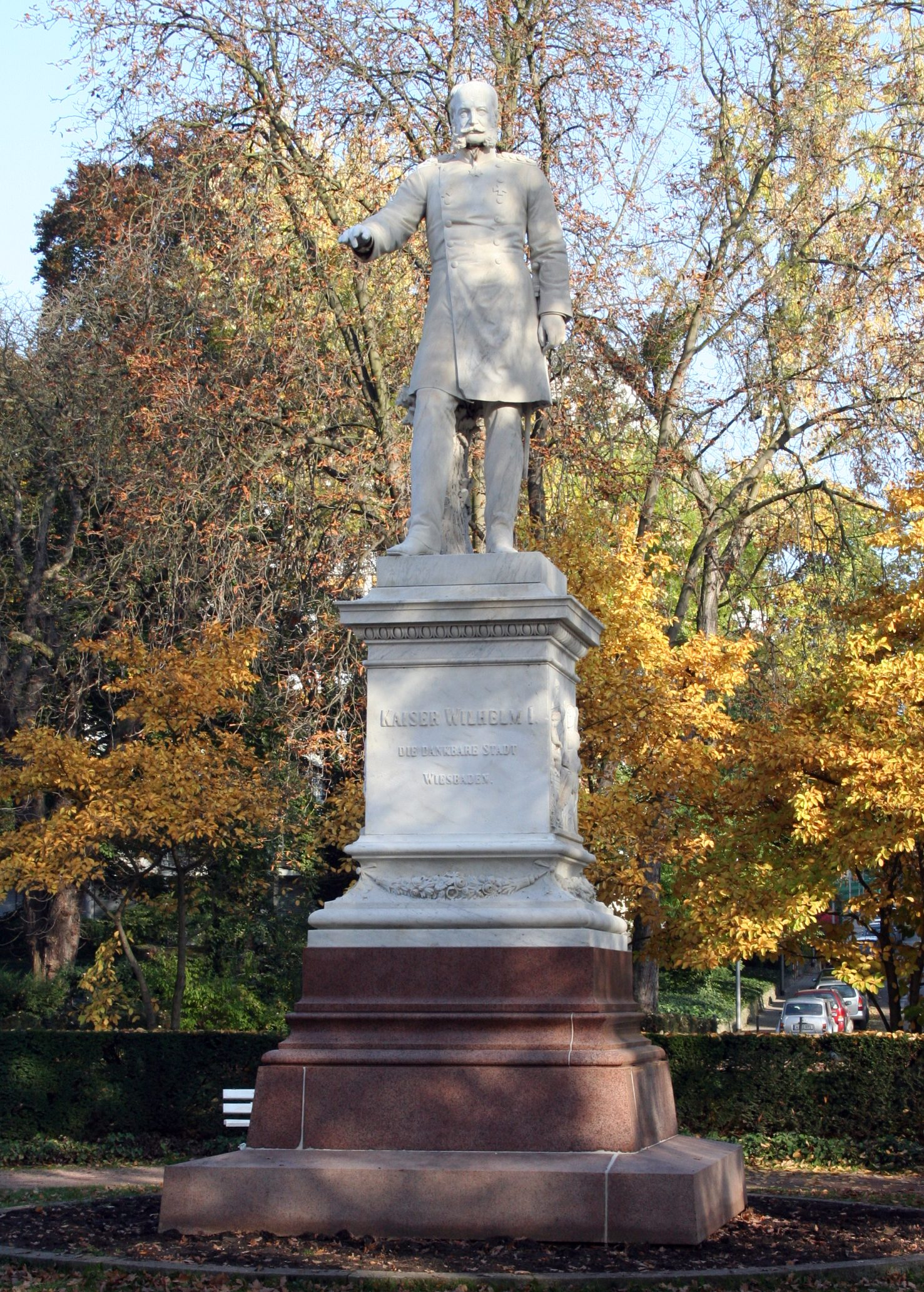
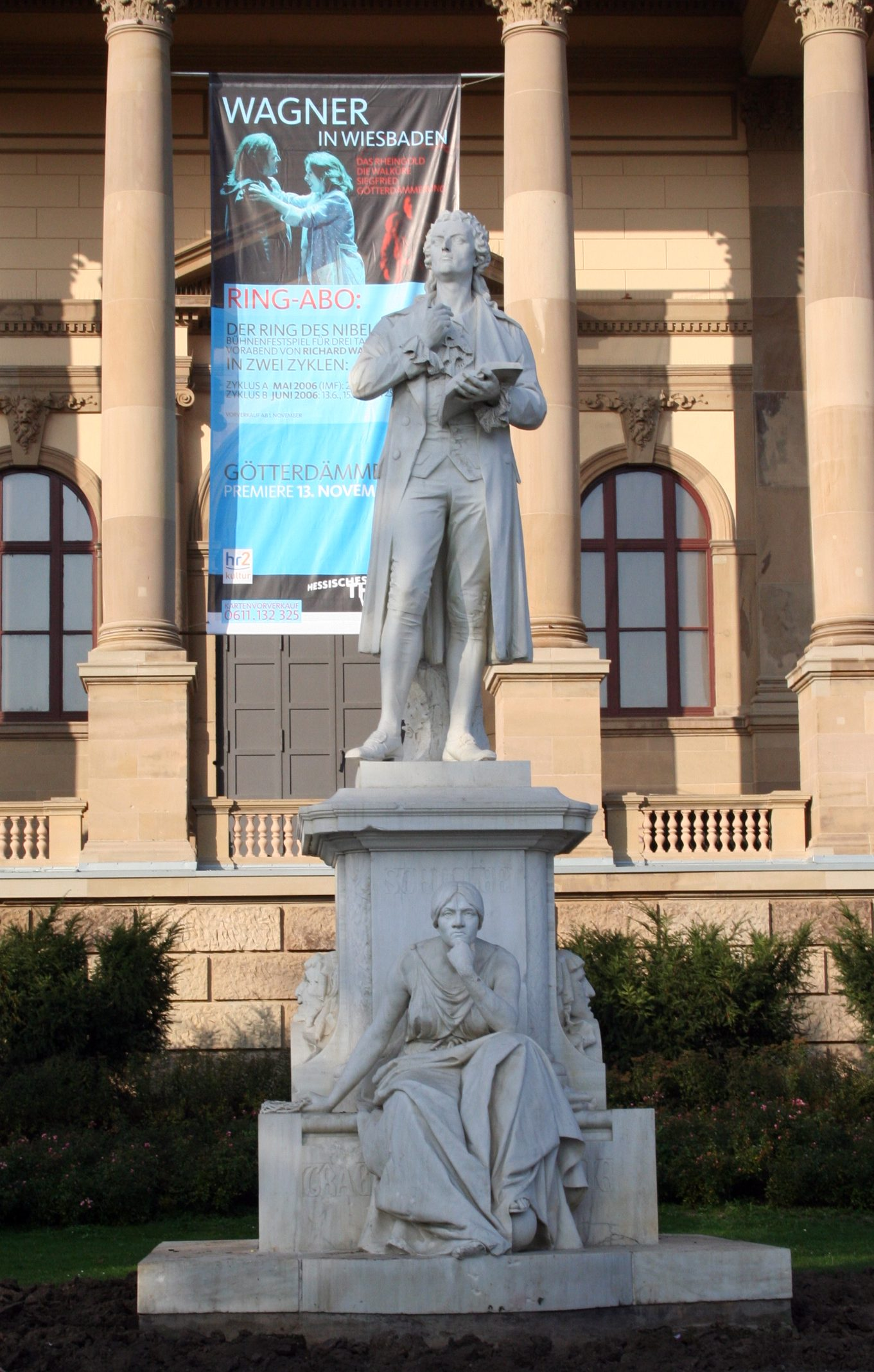
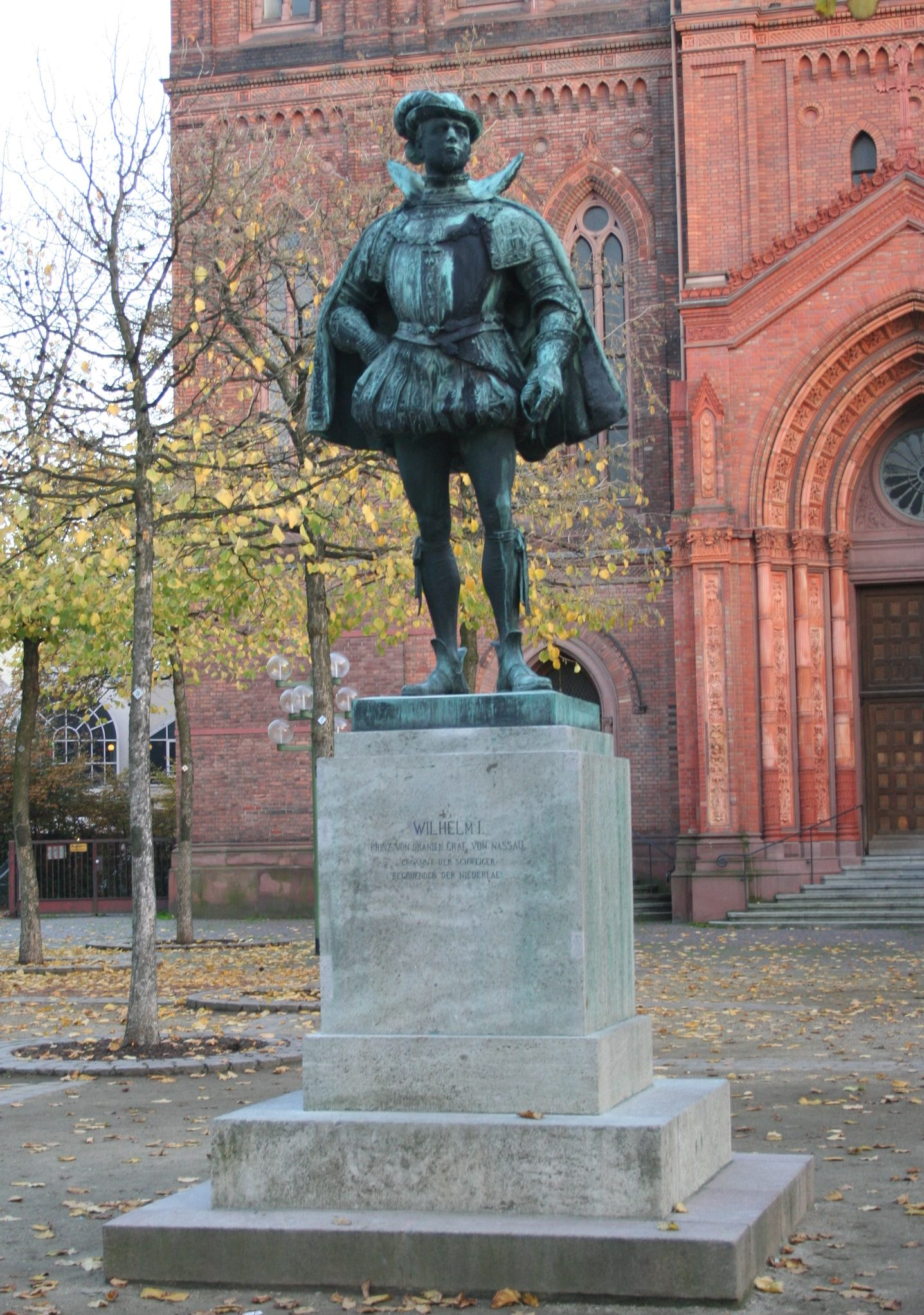